# Christian Rohde (Produzent)
Christian Rohde (* 1974 in Mainz) ist ein deutscher Filmproduzent.

## Leben
Christian Rohde schloss im Jahr 2000 sein Studium im Szenischen Film an der Filmakademie Baden-Württemberg ab. Von 2000 bis 2009 war er als Producer und später als Produzent bei teamWorx tätig, wo er zahlreiche Fernsehfilme, darunter u. a. auch Debüt- und Theaterfilme, sowie Mehrteiler produzierte. Neben zahlreichen Preisen wurde der TV-Film „Rose“ 2007 mit dem Deutschen Fernsehpreis als bester Fernsehfilm ausgezeichnet. Von 2010 bis 2016 leitete Rohde die Produktionsfirma Magic Flight Film als Geschäftsführer, wobei er zahlreiche Filme aller Genres (u. a. „Der Metzger muss nachsitzen“, „Woyzeck“) produzierte. Im Jahr 2016 wechselte er als Produzent zur UFA FICTION, wo er neben TV-Einzelstücken und -Reihen („Die Diplomatin“, „Die Informantin“) auch Entwicklungen im Bereich High End für den nationalen und internationalen Markt verantwortet. Darüber hinaus koordinierte er das Talentmanagement und die Nachwuchsaktivitäten bei der UFA.
Seit 2007 ist Christian Rohde auch als Dozent an der Filmakademie Baden-Württemberg tätig. Im Jahre 2017 übernahm er neben seiner Tätigkeit als Produzent die Leitung und Honorarprofessur des Studiengangs Produktion.
Seit 2021 ist er als Produzent bei der Constantin Television tätig.

## Filmografie (Auswahl)
- 2001: Toter Mann
- 2002: Schleudertrauma
- 2003: Für immer verloren
- 2005: Der Vater meiner Schwester
- 2005: Kein Himmel über Afrika
- 2007: Der falsche Tod
- 2007: Der Mann von gestern
- 2007: Mein Mörder kommt zurück
- 2007: Mitte 30
- 2008: Einer bleibt sitzen
- 2009: Der Mann aus der Pfalz
- 2010: Go West – Freiheit um jeden Preis
- 2011: Das Glück ist ein Kaktus
- 2011: Kann denn Liebe Sünde sein?
- 2012: Im Brautkleid meiner Schwester
- 2013: Woyzeck
- 2014: ... und dann kam Wanda
- 2016: Die Informantin
- 2018: Die Diplomatin – Jagd durch Prag
- 2019: Die Informantin – Der Fall Lissabon
- 2020: 8 Zeugen
- 2021: Die Diplomatin – Mord in St. Petersburg
- 2024: Hagen – Im Tal der Nibelungen